# Mineralogisch-Geologisch Instituut
Het voormalige Mineralogisch-Geologisch Instituut (ook wel: Het Kasteel) is een gebouw in de stad Groningen. De bouw is in 1898 begonnen en was in 1901 voltooid.

## Geschiedenis
De bouw van het pand, een ontwerp van toenmalig rijksbouwmeester J. van Lokhorst, begon in 1898. Aannemer was T.IJ. Jelsma uit Groningen, die met 109.660 gulden de laagste inschrijver bij de aanbesteding was.
Het pand is in 1995 aangewezen als rijksmonument.

## Afbeeldingen

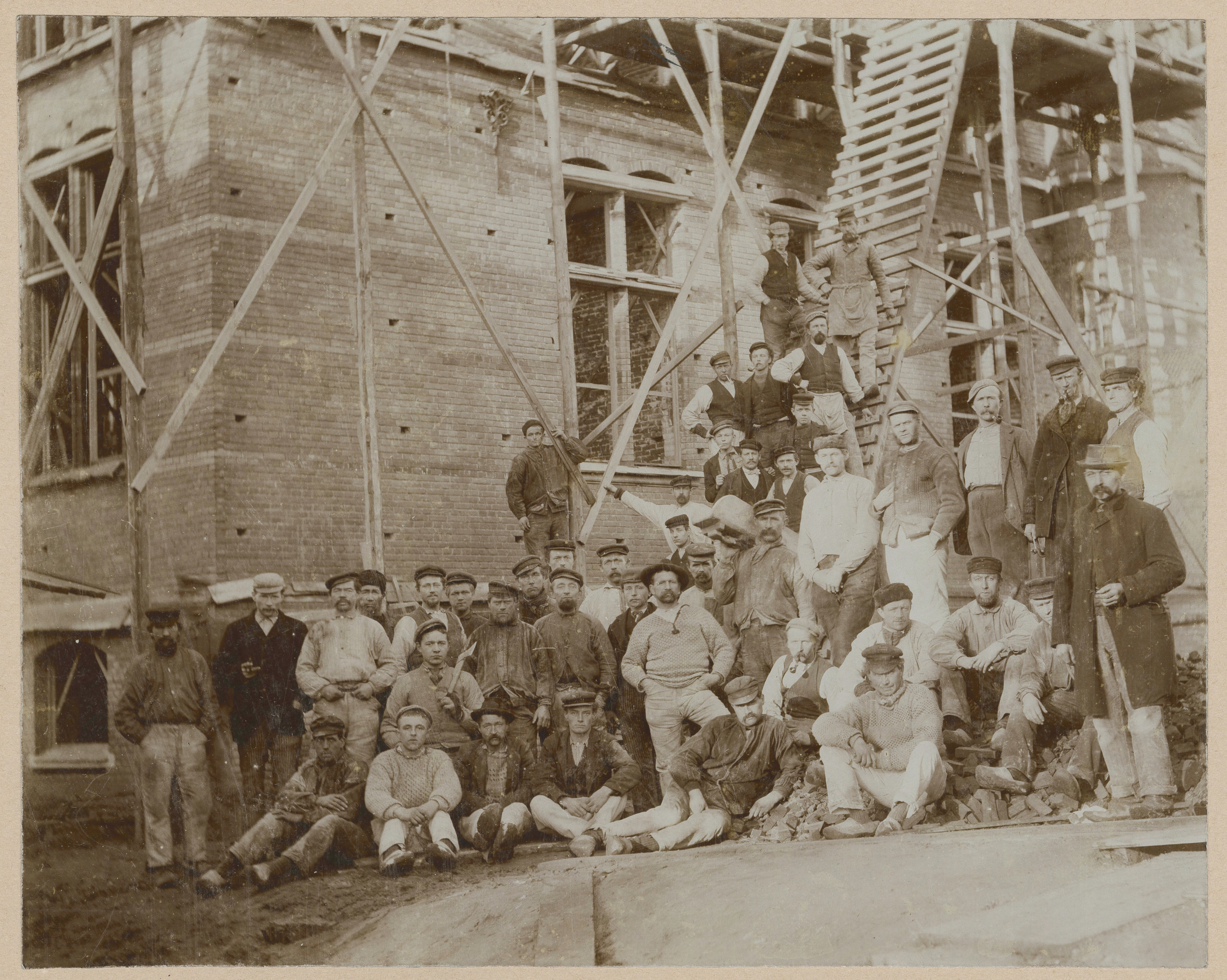
Bouwvakkers, 1898
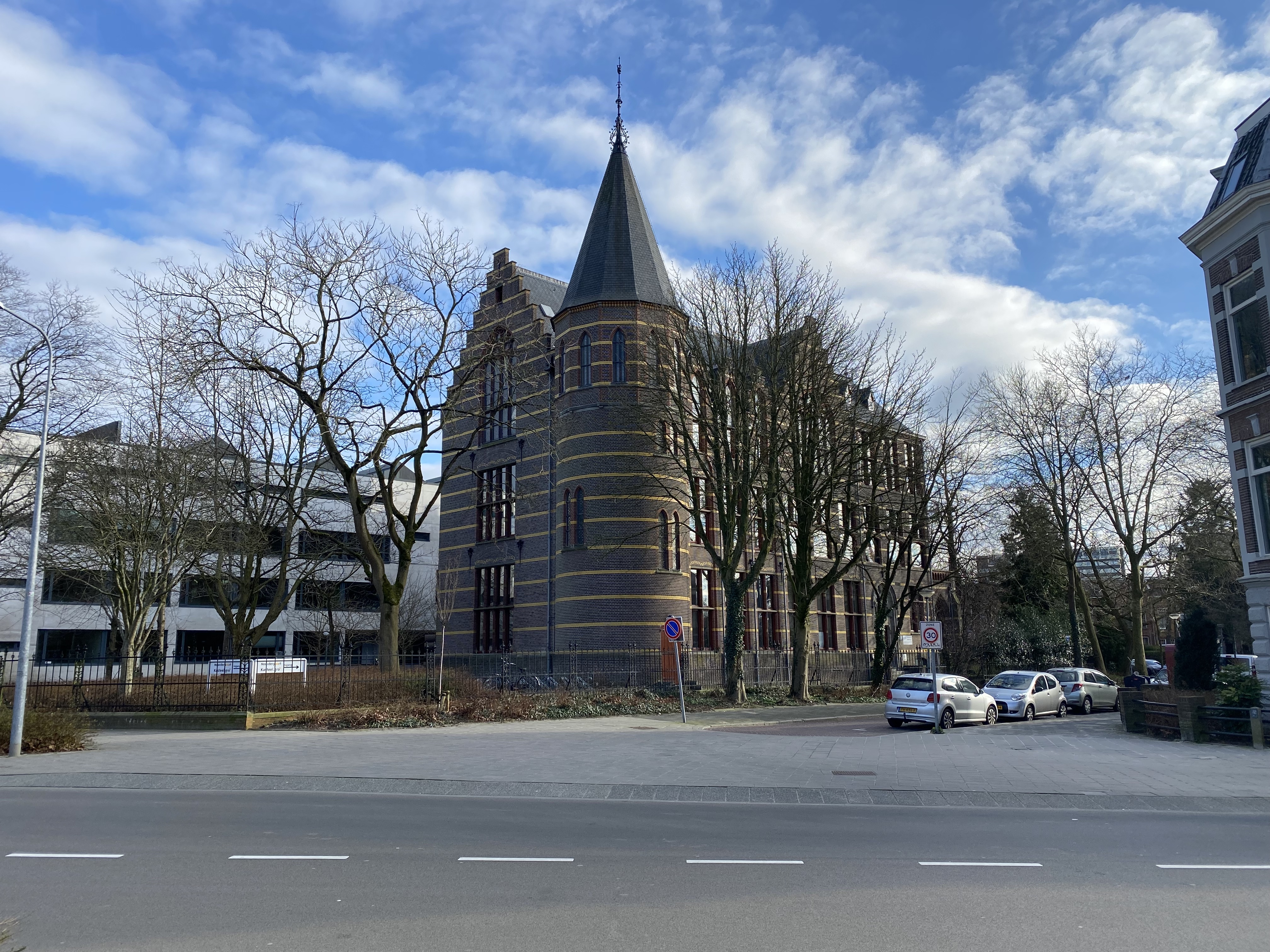
Het gebouw in 2022, gezien vanaf de Kraneweg

- Rijksmonument: 485238